# Naparutaq

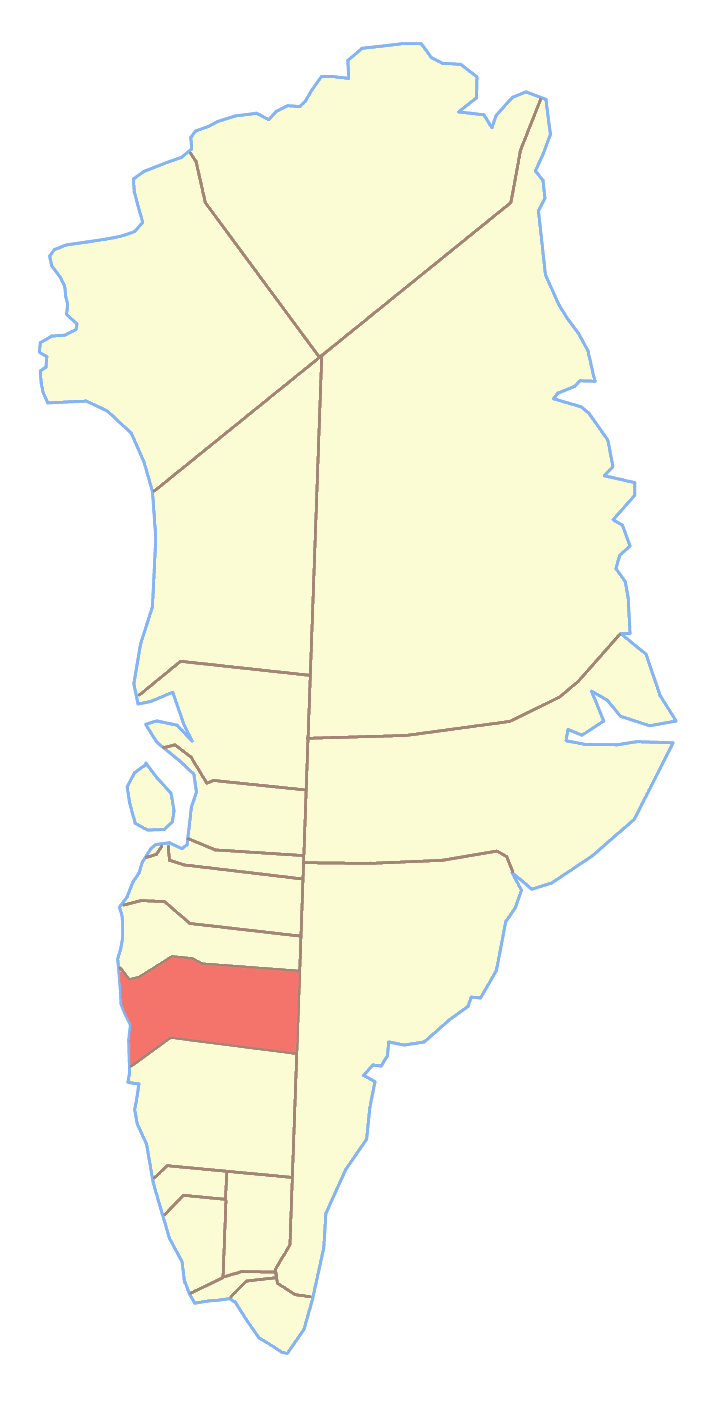
Ex comune di Maniitsoq, dove si trovava il Naparutaq

Il Naparutaq (o Monte Atter) è una montagna della Groenlandia di 2190 m. Si trova a 66°02'N 52°16'O; appartiene al comune di Queqqata.